# Northborough (condado de Worcester, Massachusetts)
Northborough é um lugar designado pelo censo localizado no condado de Worcester no estado estadounidense de Massachusetts. No Censo de 2010 tinha uma população de 6.167 habitantes e uma densidade populacional de 718,71 pessoas por km².

## Geografia
Northborough encontra-se localizado nas coordenadas 42° 18′ 43″ N, 71° 38′ 52″ O. Segundo a Departamento do Censo dos Estados Unidos, Northborough tem uma superfície total de 8.58 km², da qual 8.51 km² correspondem a terra firme e (0.85%) 0.07 km² é água.

## Demografia
Segundo o censo de 2010, tinha 6.167 pessoas residindo em Northborough. A densidade populacional era de 718,71 hab./km². Dos 6.167 habitantes, Northborough estava composto pelo 88.26% brancos, o 1.05% eram afroamericanos, o 0.08% eram amerindios, o 7.46% eram asiáticos, o 0.02% eram insulares do Pacífico, o 0.89% eram de outras raças e o 2.24% pertenciam a duas ou mais raças. Do total da população o 2.95% eram hispanos ou latinos de qualquer raça.